# Lanfiéra (Doumbala)
Pour les articles homonymes, voir Lanfiéra.
Lanfiéra est une commune située dans le département de Doumbala de la province de Kossi au Burkina Faso.